# 탑꽃
탑꽃(Clinopodium multicaule)은 한국·일본 등에 분포하는 여러해살이풀로 높이 10-30cm 가량으로 줄기는 뭉쳐나고 가지가 갈라졌다. 잎은 마주나며 달걀꼴로 끝이 뾰족하고 밑은 둥글며 가장자리에 톱니가 있다. 6-8월에 줄기 끝과 윗부분의 잎겨드랑이에 층층으로 흰색 꽃이 돌려 달리므로 마치 탑을 떠올리게 한다. 꽃받침은 끝이 5개로 갈라지며, 맥(脈) 위에 털이 있다. 꽃부리는 입술 모양이며 윗입술 꽃잎은 2개, 아랫입술 꽃잎은 3개로 갈라진다. 수술은 4개 중 2개가 길며 암술은 1개이다. 열매는 분과로 둥글며 길이 1mm 정도이다.